# Desmanthus pubescens
Desmanthus pubescens là một loài thực vật có hoa trong họ Đậu. Loài này được B.L.Turner miêu tả khoa học đầu tiên.